# Erlbach (Colditz)

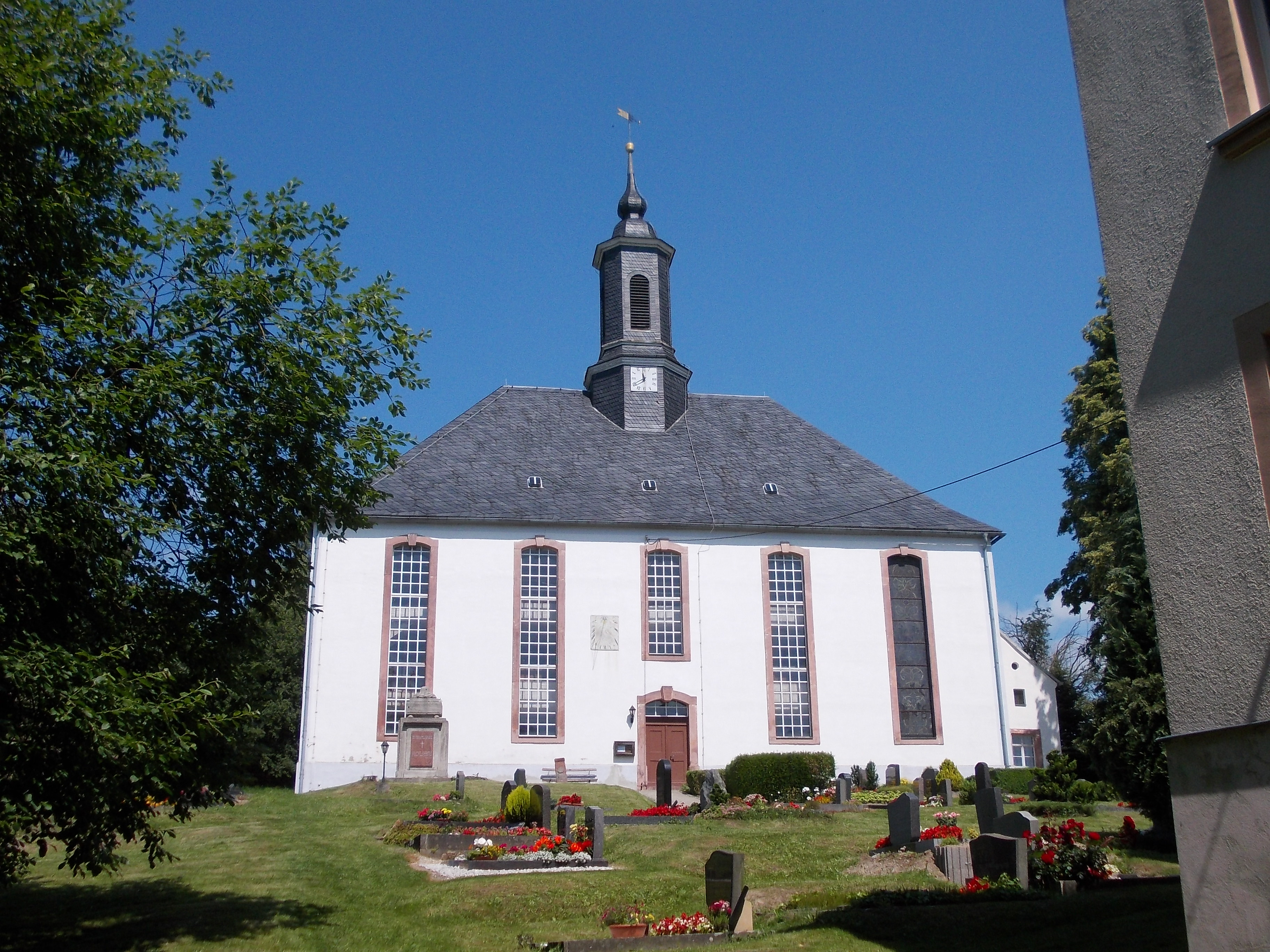
Kirche

Erlbach ist seit 2011 ein Ortsteil der Stadt Colditz im Landkreis Leipzig in Sachsen, zuvor war der Ort ein Ortsteil von Zschadraß.

## Lage
Erlbach liegt ca. 6 km östlich der Stadt Colditz im Tal des nordöstlich des Ortes entspringenden Erlbachs, der gegenüber von Lastau in den Auenbach mündet.

## Geschichte
Als Siedlung wurde Erlbach erstmals 1350 unter dem Namen Erlebach in Urkunden erwähnt. Benannt wurde Erlbach nach einem Bach, der den Ort durchfließt. Mit seinen heute ca. 400 Einwohnern ist Erlbach eines der größten Dörfer der Gemeinde.
Am 1. Juli 1950 wurde die bis dahin eigenständige Gemeinde Raschütz eingegliedert.

## Verkehr
Erlbach ist nach Westen mit Colditz über die B 176 verbunden. Nach Osten wird über dieselbe Straße die Bundesstraße 175 erreicht. Nach Süden besteht Straßenverbindung nach Geringswalde über eine Kreisstraße. An Werktagen besteht Busverbindung nach Hartha und Colditz.